# Gorunești (gmina Slătioara)
Gorunești – wieś w Rumunii, w okręgu Vâlcea, w gminie Slătioara. W 2011 roku liczyła 408 mieszkańców.